# Coronado-expeditionen
Coronado-expeditionen var en expedition 1540 - 1542 från den spanska besittningen Nya Spanien i nuvarande Mexiko norrut till områden i nuvarande sydvästra USA, inklusive det som nu är New Mexico och Kansas. Expeditionen leddes av den spanske  upptäcktsresanden och kolonisatören (conquistadoren) Francisco Vázquez de Coronado. Rykten om de stora rikedomar som skulle finnas i området skickade de spanska myndigheterna iväg de Coronado att leda en stor expedition . Förhoppningarna om rikedomar kom dock på skam, men några av expeditionens medlemmar blev de första européerna att besöka Grand Canyon och prärien i nuvarande Kansas. De första nedtecknade beskrivningarna av denna del av nuvarande USA gjordes av expeditionsdeltagaren Pedro de Castañeda.

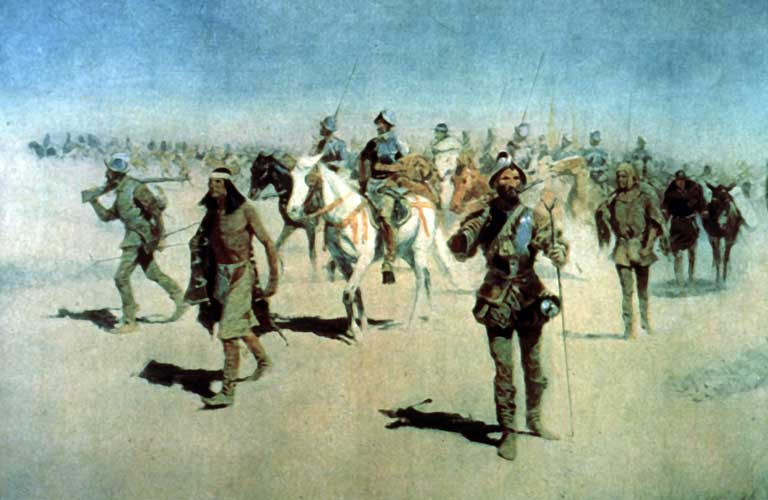
Coronado beger sig norrut. Målning av Frederic Remington.

## Expeditionen
Såsom guvernör i provinsen Nueva Galicia i nuvarande Mexiko skickade Coronado ut munken Marcos de Niza och Estevanico, en av de överlevande från Narváez-expeditionen (det spanska försöket 1527 - 1528 att installera Pánfilo de Narváez som guvernör i Florida) att resa norrut till nuvarande New Mexico. När Marcos kom tillbaka berättade han om sju gyllene städer, däribland Cíbola. Coronado blev utsedd till ledaren för en stor expedition för att finna dessa städer och erövra deras guld. Expeditionen blev sjösatt 1540, och bestod av 335 spanjorer. 1 300 mexikanska indianer, fyra franciskanermunkar av vilken den mest kända är Juan de Padilla, samt åtskilliga slavar både indianer och afrikaner.

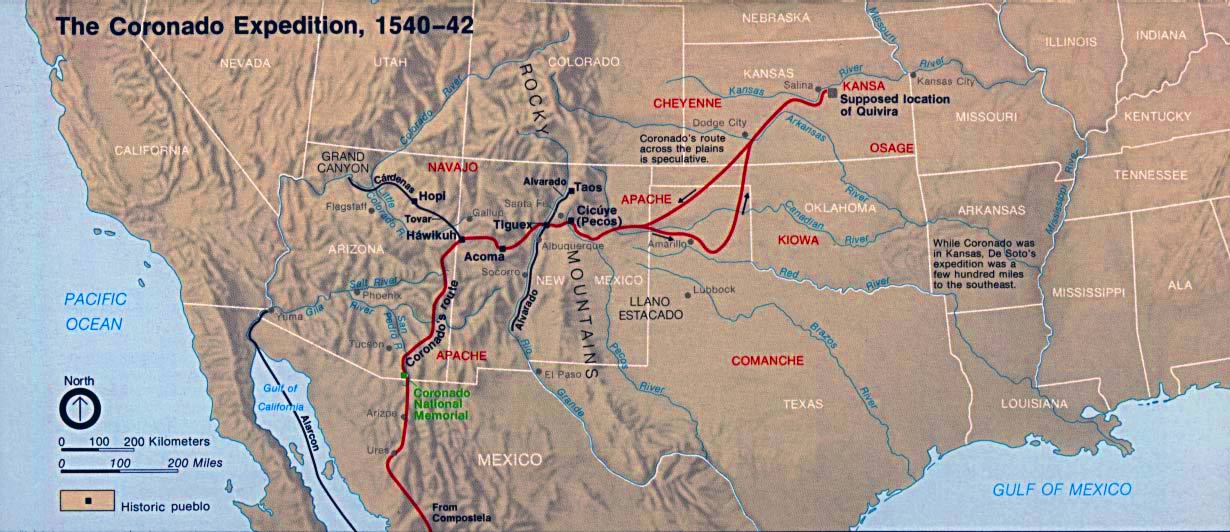
Coronado-expeditionens resväg, karta med engelsk text. Observera att de olika indianstammarnas placering på kartan är anakronistisk och återger en 300 år senare situation

Expeditionen följde Californiaviken norrut till Sonora, och gick över Gilafloden för att nå Cíbola i västra nuvarande Mexiko. Cíbola visade sig dock vara en enkel pueblo (mexikansk indianby) bebodd av zuniindianer, och Marcos vars berättelse om det gyllene Cíbola föranlett expeditionen skickades tillbaka till Mexiko. Coronado erövrade Cíbola, undersökte de andra sex zuni-byarna i trakten samt skickade ut expeditioner åt olika håll. Melchor Díaz färdades till Coloradoflodens mynning för att möta Hernando de Alarcón som skulle förse expeditionen med nya förråd. Pedro de Tovar skickades ut på en expedition åt nordväst, och fick där höra talas om en stor flod längre väster ut vilket visade sig vara Coloradofloden. Garcia Lopez de Cardenas skickades ut för att finna denna flod, och blev därmed den förste europé som fick se den storslagna Grand Canyon. Hernando de Alvarado reste österut, och fann byar kring Rio Grande. I en av dessa, Tiguex som ligger tvärs över floden från dagens samhälle Bernalillo nära Albuquerque i New Mexico. Under vintern 150-41 uppstod expeditionens krav på konflikter med de lokala indianerna kring Rio Grande. Detta ledde till det brutala Tiguexkriget i vilket hundratals indianer dog och bebyggelsen i byn Tiguex förstördes. 
Coronado fick sedan av en indian höra talas om det rika landet Quivira i väst. Han bestämde sig för att söka efter detta land, och lämnade större delen av sin styrka i Tiguex för att ge sig ut på en expedition i mindre sällskap med indianen som guide. De färdades över Llano Estacado (eller Staked Plains, den högplatå som sträcker sig över delar av nordöstra New Mexico och nordvästra Texas) och norrut via det nordligaste hörnet av Texas. Coronado blev sedan övertygad om att indianen ljög om vägen till Quivira. Huruvida detta är sant eller inte är osäkert, men indianen blev avrättad. Andra lokala guider ledde sedan Coronado till Quivira. När han kom fram till målet, en pueblo nära nuvarande Lindsborg i Kansas, upprepades besvikelsen en gång till. Quiviraindianerna, senare kända som wichita, var alls inte rika. Merparten av byggnaderna bestod av hyddor med halmtak, och det fanns inga spår av guld någonstans. Coronado återvände till Tigeux, och tillbringade ytterligare en vinter där.
1542 återvände han till Mexiko, på ungefär samma väg som han kommit. Av den stora expeditionen återvände bara omkring 100 man.

## Minnet av expeditionen
Det finns några minnesmärken och monument över Coronados expedition. En bergskulle nära Lindsborg bär namnet Coronado Heights, och ungefär halvvägs mot toppen finns en liten obelisk till minne av Coronados expedition. År 1952 instiftade USA Coronado National Memorial nära Sierra Vista i Arizona som minnesmärke över expeditionen. 
I filmen Indiana Jones och det sista korståget från 1989 nämns ett "Cross of Coronado", Coronados kors. Huruvida det någonsin existerat ett sådant föremål är oklart. Det finns också ett "Coronado Cross" i Ford County i Kansas, ett minnesmärke över en gudstjänst som räknas som den första kristna gudstjänsten i det inre av kontinenten hållen av Juan de Padilla, en av munkarna i expeditionen.